# Saxegothaea conspicua
Genre
Espèce
Statut de conservation UICN

 NT  : Quasi menacé
Saxegothaea conspicua est une espèce botanique, la seule du genre Saxegothaea. C'est un conifère de la famille des Podocarpaceae, natif du sud-ouest de l'Amérique du Sud. L'espèce est aussi connue en tant que If du Prince Albert, bien qu'elle ne soit pas un If (Taxus). En Amérique du Sud, on l'appelle mañío hembra ou maniú hembra ('mañío femelle ou maniú femelle). Certains taxonomistes le classe parmi les Cupressacées.

## Origine du nom
Saxegothaea dérive du patronyme du prince Albert, époux et consort de la reine Victoria : Saxe-Cobourg-Gotha, que l'on a contracté en Saxegothaea. La branche britannique de la maison de Saxe-Cobourg-Gotha, dont est issue Élisabeth II, règne toujours (mais a changé de nom en 1917, devenant la maison de Windsor). À noter, qu'est, elle-aussi, règnante la branche belge de la maison de Saxe-Cobourg et Gotha, dont est issu Philippe, l'actuel roi des Belges (mais, préféré après de la Première Guerre mondiale, l'usage officieux du terme de maison de Belgique est depuis privilégié).

## Description
C'est un arbre de croissance lente et de longue durée de vie. Il atteint 30 mètres de hauteur, avec un tronc d'un mètre de diamètre.

## Répartition et habitat
Cette espèce est endémique des forêts tempérées pluvieuses valdiviennes au sud du Chili et des régions adjacentes de l'Argentine, où généralement il est associé avec Pilgerodendron uviferum et Fitzroya cupressoides[réf. nécessaire].